# Mireille Herbstmeyer
Mireille Herbstmeyer est une actrice de théâtre et de cinéma française.

## Biographie
Mireille Herbstmeyer a été formée au Conservatoire National de Région à Besançon ainsi qu'au Centre de Rencontres et de Recherches Théâtrales. Elle a fondé en 1981 avec Jean-Luc Lagarce et François Berreur la compagnie du Théâtre de la Roulotte.

## Filmographie
- 1991 : Court métrage Mathilde, d'Olivier Panchot : rôle principal
- 1999 : Fin d'été, d'Arnaud et Jean-Marie Larrieu : Mme Le Maire
- 2001 : Bleu le ciel, de Dominique Boccarossa : rôle secondaire
- 2003 : La Vie nue, de Dominique Boccarossa : rôle secondaire
- 2024 : Le Roman de Jim d'Arnaud et Jean-Marie Larrieu : Monique

### Télévision
- 1997 : Le Rouge et le Noir, de Jean-Daniel Verhaeghe : Madame Valenod
- 1999 : Vacances volées, de Olivier Panchot : rôle secondaire
- 2000 : Les yeux fermés, de Olivier Py : rôle secondaire
- 2019 : Marianne, de Samuel Bodin : Madame Daugeron
- 2019 : Les Petits Meurtres d'Agatha Christie, épisode Rendez-vous avec la mort : Clémence Berg
- 2022 ; Le Voyageur ;Épisode 3 : Le roi nu : Maria : une foraine

## Théâtre
- 1992 : La Cantatrice chauve d'Eugène Ionesco, mise en scène Jean-Luc Lagarce
- 1994 : L'Ile des Esclaves de Marivaux, mise en scène Jean-Luc Lagarce, Théâtre de l'Athénée-Louis-Jouvet
- 1995 : La Cagnotte d'Eugène Labiche, mise en scène Jean-Luc Lagarce, tournée
- 1996 : Les Règles du savoir-vivre dans la société moderne de Jean-Luc Lagarce, mise en scène de l'auteur, Théâtre de l'Athénée-Louis-Jouvet
- 1998 : Le Marchand de Venise de William Shakespeare, mise en scène Michel Dubois, Nouveau Théâtre de Besançon, Nouveau théâtre d'Angers
- 2000 : Les Yeux rouges Lip-Besançon 1973-1998 de Dominique Féret, mise en scène de l'auteur, Nouveau Théâtre de Besançon
- 2002 : Orgia de Pier Paolo Pasolini, mise en scène Jean Lambert-wild, Théâtre national de la Colline[3]
- 2002 : Prometeo de Rodrigo García, mise en scène François Berreur, Festival d'Avignon
- 2002 : Requiem, Opus 61 de Mohamed Rouabhi, mise en scène de l'auteur, Nouveau Théâtre de Montreuil
- 2003 : Le Soulier de satin de Paul Claudel, mise en scène Olivier Py, Centre dramatique national Orléans, Théâtre national de Strasbourg, Théâtre de la Ville
- 2005 : Hamlet de William Shakespeare, mise en scène Hubert Colas, Théâtre La Criée
- 2006 : L'Énigme Vilar hommage à Jean Vilar, mise en scène Olivier Py, clôture du 60e Festival d'Avignon
- 2006 : Illusions comiques d'Olivier Py, mise en scène de l'auteur, CADO, Théâtre du Rond-Point, Comédie de Reims, Théâtre national de Strasbourg, Théâtre du Nord, Théâtre national de Bordeaux en Aquitaine, tournée
- 2006 : La Cantatrice chauve d'Eugène Ionesco, mise en scène Jean-Luc Lagarce, tournée
- 2007 : Illusions comiques d'Olivier Py, mise en scène de l'auteur, Odéon-Théâtre de l'Europe, TNP Villeurbanne, Théâtre du Gymnase, tournée
- 2008 : L'Âme et le verbe : Arthur Rimbaud et Paul Claudel De l’âme pour l’âme, conception à partir d'écrits de Paul Claudel, d'Arthur, Isabelle et Vitalie Rimbaud, mise en scène Nâzim Boudjenah, Théâtre de la Butte, Le Trident
- 2008 : Les Corbeaux d'Henry Becque, mise en scène Anne Bisang, Comédie de Genève, tournée
- 2009 : Illusions comiques d'Olivier Py, mise en scène de l'auteur, Comédie de Genève, tournée
- 2009 : Les Sept contre Thèbes d'après Eschyle, mise en scène Olivier Py, Odéon-Théâtre de l'Europe (hors les murs)
- 2009 : Le Soulier de satin de Paul Claudel, mise en scène Olivier Py, Odéon-Théâtre de l'Europe
- 2009 : La Cantatrice chauve d'Eugène Ionesco, mise en scène Jean-Luc Lagarce, Théâtre de l'Athénée-Louis-Jouvet, tournée[4]
- 2009, 2010 : Les Règles du savoir-vivre dans la société moderne de Jean-Luc Lagarce, mise en scène François Berreur, Théâtre de l'Athénée-Louis-Jouvet, tournée
- 2010 : Les Corbeaux d'Henry Becque, mise en scène Anne Bisang, Théâtre du Nord
- 2010 : Les Suppliantes d'Eschyle, mise en scène Olivier Py, Odéon-Théâtre de l'Europe
- 2011 : Les Perses d'après Eschyle, mise en scène Olivier Py, Théâtre de Cavaillon
- 2011 : Trilogie Eschyle d'Eschyle, mise en scène Olivier Py, Odéon-Théâtre de l'Europe
- 2011 : Roméo et Juliette de William Shakespeare, mise en scène Olivier Py, Odéon-Théâtre de l'Europe, Comédie de Saint-Étienne, Théâtre national de Strasbourg
- 2012 : Roméo et Juliette de William Shakespeare, mise en scène Olivier Py, TNP Villeurbanne, Maison de la Culture de Bourges, Comédie de Reims, Théâtre national de Nice, tournée
- 2018 : Les Parisiens d'Olivier Py, mise en scène de l'auteur
- 2022 : Iphigénie de Tiago Rodrigues, mise en scène Anne Théron, Festival d'Avignon et tournée